# Tomasz Kriezel
Tomasz Kriezel (Czersk, 5 novembre 1993) è un giocatore di calcio a 5 polacco.

## Carriera
Già capitano della selezione under 21, Kriezel ha esordito nella nazionale maschile di calcio a 5 della Polonia nel 2013. Con la selezione mitteleuropea ha disputato due edizioni del campionato europeo.

## Palmarès
- Coppa di Polonia: 1
RD Chojnice: 2015-2016
- Campionato polacco: 1
Constract Lubawa: 2022-2023